# La granja (serie de televisión)
La granja (en español: La granja) fue una telenovela creada por Joaquim Maria Puyal y escrita por Jaume Cabré. 
La trama gira en torno a la vida cotidiana de una familia que regenta un bar en un barrio de Barcelona. La vida cotidiana de la familia, sus relaciones y el trato con los clientes son el centro de la trama.
La serie se emitió en TV3 por primera vez en 1989 siendo la primera telenovela de la cadena. La serie servía de prólogo al programa de debate La vida en un xip. A partir de la temporada 89-90 se convirtió en un programa con entidad propia a pesar de ser lo que centraba el debate posterior. Finalmente, durante la temporada 90-91, los episodios adquirieron continuidad narrativa. Poco a poco los episodios fueron aumentando su duración hasta llegar, aproximadamente, a la media hora. En 1992, por decisión personal de Joaquim Maria Puyal, la serie dejó de emitirse.

## Contexto y argumento
En 1989, Joaquin Maria Puyal fue asignado como director y presentador de un programa de debate que se emitía los viernes por la noche, La vida en un xip, justo después del informativo. Para conseguir mantener a los telespectadores decidió crear una pequeña serie de ficción que hiciera de nexo entre el telediario y el programa de debate, con una trama que se relacionara con el tema a tratar.
La granja nace para cumplir con esta función de prólogo y de nexo de unión. Los temas a tratar se introducían en esta serie de ficción que se centraba en el bar de Carme i Joan y en la relación con el resto de la familia y los clientes. Posteriormente, se realizaba un coloquio sobre el tema y la serie y se mostraban también los resultados de una encuesta sobre el tema tratado.

## Reparto
| Actor            | Papel    |
| ---------------- | -------- |
| Xavier Serrat    | Joan     |
| Rosa Serra       | Carme    |
| Pepita Oliveras  | Angelina |
| Josep Antón Soló | Cisco    |
| Laura Barrufet   | Sònia    |
| Elisa Hermosa    | Laia     |
| Pepa López       | Serafina |
| Joan Borràs      | Soteras  |
| Boris Ruiz       | Mercader |
| Pep Linuesa      | Sergi    |